# Hugo Alcântara
Hugo da Silva Alcântara (Cuiabá, Brasil, 28 de julio de 1979) es un exfutbolista brasileño que jugaba en la posición de defensa.

## Biografía
Hugo Alcântara, que actúa de defensa central, empezó su carrera profesional en su país en 2001 cuando se unió al Mixto EC.
Al año siguiente emigró a Portugal para fichar por el Vitória FC. Debuta en la Primera División de Portugal el 9 de septiembre de 2001 en un partido contra el Salgueiros (3-0), marcando el último gol para su equipo en el minuto 85. Este equipo, en la temporada 2002-03, desciende a Segunda división, aunque al año siguiente logra recuperar la categoría. Con este equipo Hugo Alcântara conquista la Copa de Portugal en 2005.
En 2005 ficha por el Académica de Coimbra.
La temporada siguiente juega en Polonia, en el Legia de Varsovia. Allí ayuda a su equipo a terminar tercero en la clasificación.
Al año siguiente regresa a Portugal para unirse al Os Belenenses.
El 28 de agosto de 2008 firma un contrato con su actual club, el CFR Cluj, equipo que tuvo que realizar un desembolso económico de 300000 euros para poder hacerse con sus servicios. Debuta en la Liga I el 26 de octubre en el partido Timişoara 2-1 CFR Cluj.

## Clubes
| Club                           | País     | Año       |
| ------------------------------ | -------- | --------- |
| Mixto EC                       | Brasil   | 2001      |
| Vitória Futebol Clube          | Portugal | 2001-2005 |
| Académica de Coimbra           | Portugal | 2005-2006 |
| Legia de Varsovia              | Polonia  | 2006-2007 |
| Clube de Futebol Os Belenenses | Portugal | 2007-2008 |
| CFR Cluj                       | Rumania  | 2008-2010 |
| Montedio Yamagata              | Japón    | 2011      |
| Atlético Paranaense            | Brasil   | 2011      |
| União Leiria                   | Portugal | 2011-2012 |
| Grêmio Esportivo Osasco        | Portugal | 2013      |

## Palmarés
Vitória FC
- Copa de Portugal (1): 2004/05